# Extinción del Mioceno medio

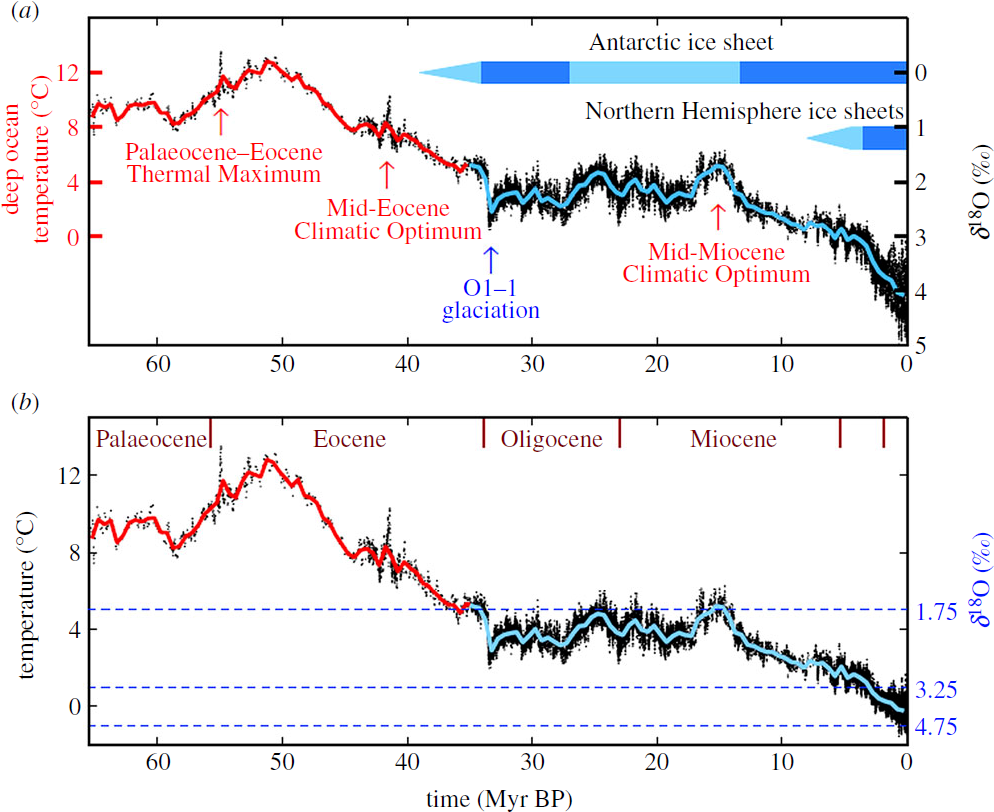
Caída significativa en la temperatura y la temperatura del fondo marino, calculada por δ18O después del Óptimo climático del Mioceno.

El término extinción del Mioceno medio, también conocido como pico de extinción del Mioceno medio, se refiere a una ola de extinciones de formas de vida terrestres y acuáticas que ocurrió a mediados del Mioceno, hace aproximadamente 14 millones de años (Ma) durante la edad Langhiense del Mioceno.
Se cree que esta era de extinción fue causada por un periodo relativamente continuo de enfriamiento, el cual resultó en el crecimiento de los volúmenes de capas de hielo a nivel mundial y el restablecimiento de la capa de hielo de la Antártida oriental (EAIS, por sus siglas en inglés). Se ha atribuido que el enfriamiento que condujo a la extinción en el Mioceno medio fue causado por el hecho de que el CO2 fue retirado de la atmósfera por material orgánico antes de quedar atrapado en diferentes lugares, como la Formación de Monterey. Otras ideas sobre la causa de este enfriamiento están conectadas a los cambios en la circulación oceánica y atmosférica.
Este periodo fue precedido por el Óptimo climático del Mioceno, un período de calor relativo desde 18 hasta 14 Ma.

## Consecuencias
Una de las principales consecuencias del enfriamiento climático que se desarrolló durante este periodo fue el aumento de la capa de hielo de la Antártida oriental (EAIS).
Se cree que secciones significativas de hielo en el continente antártico comenzaron a crecer al comienzo de la extinción del Mioceno medio y continuaron expandiéndose hasta aproximadamente 10 Ma Este aumento se ha atribuido principalmente a los cambios en las corrientes oceánicas y atmosféricas, y se considera que se ha amplificado por el descenso significativo de los niveles de dióxido de carbono en la atmósfera (ppm).
Este descenso del CO2 en la atmósfera disminuyó temporalmente de 300 ppm a 140 ppm, según lo estimado por la relación entre los niveles atmosféricos de CO2 y los niveles de pH en el océano, determinados por los niveles de isótopos de boro en el carbonato de calcio. Uno de los indicadores principales de este importante aumento de la capa de hielo a nivel mundial, es la mayor concentración de 18O encontrada en foraminíferos bentónicos a partir de núcleos de sedimentos oceánicos durante este período. Durante los períodos de crecimiento de la capa de hielo, los isótopos de 16O más livianos, que se encuentran en el agua del océano, se extraen como precipitación y se consolidan en capas de hielo, mientras que una mayor concentración de 18O se deja para que los foraminíferos lo puedan utilizar.
Otra de las principales consecuencias del enfriamiento climático durante el Mioceno medio fue el impacto biótico en las formas de vida terrestres y oceánicas. Un ejemplo de estas extinciones está indicado por la incidencia observada en las especies Varanidae, Chamaeleonidae Cordylidae, Tomistominae, Alligatoridae, y las tortugas gigantes durante el Óptimo climático del Mioceno (entre 18 a 16 Ma) en Europa central (paleolatitud 45-42°N). Esto fue seguido por una fase importante y permanente de enfriamiento, marcada por la extinción del Mioceno medio, hace 14.8 y 14.1 Ma. Se observó que dos cocodrilos de los géneros Gavialosuchus y Diplocynodon existían en estas latitudes septentrionales antes de esta fase de enfriamiento permanente, pero luego se extinguieron entre 14 y 13,5 Ma. Otro indicador que conduciría a las extinciones es la estimación conservadora de que las temperaturas en la región antártica pueden haberse enfriado en al menos 8 °C en los meses de verano en 14 Ma. Este enfriamiento antártico, junto con los cambios significativos en los gradientes de temperatura en Europa Central, como lo indica el estudio de Madelaine Bohme sobre vertebrados ectotérmicos, proporciona pruebas de que la vida vegetal y animal necesitaba migrar o adaptarse para poder sobrevivir.

## Posibles causas
Las causas principales del enfriamiento que surgieron del Óptimo climático del Mioceno medio se centran en los cambios significativos en la circulación oceánica, así como en los niveles cambiantes de CO2 en la atmósfera. Los cambios en la circulación oceánica se definen por los aumentos en la producción del Agua Antártica de fondo (AAIW), la interrupción del suministro de agua salina al océano Antártico desde el océano Índico y la producción adicional de Masa de agua profunda del Atlántico Norte (NADW, por sus siglas en inglés). La disminución de las concentraciones de CO2 en la atmósfera se ha relacionado con la reducción del gas a material orgánico depositado a lo largo de los márgenes continentales, como la Formación Monterey en la costa de California. Estos sitios de reducción de CO2 deben haber sido lo suficientemente extensos como para reducir las concentraciones atmosféricas en CO2 de aproximadamente 300 a 140ppm y conducir a procesos de enfriamiento global que ayudaron en la expansión de la Capa de hielo de la Antártida oriental (EAIS).

## La extinción
La extinción en el Mioceno medio se considera un evento de extinción significativo y se ha analizado en términos de la importancia de que exista una posible periodicidad entre los eventos de extinción. Un estudio de Raup y Sepkoski encontró que hay un promedio de periodicidad estadísticamente significativo (donde P es menor que 0,01) de alrededor de 26 millones de años para 12 eventos de extinción importantes. Aún no se sabe si esta periodicidad potencial es causada por un conjunto de ciclos recurrentes o por un factor biológico.

## Lectura adicional
- Evolutionary Paleoecology: The Ecological Context of Macroevolutionary Change. New York: Columbia University Press. 2001. ISBN 0-231-10994-6.